# Kristina Ignell
Kristina Ignell, även kallad Tina Ignell, född 1960 i Stockholm, är en svensk vävare, redaktör och författare.

## Karriär
Sedan 2004 är hon chefredaktör för tidskriften Vävmagasinet som hon driver tillsammans med sin man, fotograf Bengt Arne Ignell. Vävmagasinet ges ut både på svenska och engelska med översättning till tyska, holländska och japanska.
Ignell är intitiativtagare och medgrundare till Svenska Vävakademin. Åren 1988–1990 gick hon Högre hemslöjdsutbildning på Handarbetets Vänner. Mellan åren 1990 och 2001 var hon VD för Östgöta Hemslöjd, bolaget i föreningen Hemslöjden i Östergötland i Linköping. Sedan 2021 är hon ordförande i föreningen Centrum för svensk knyppling i Vadstena.

### Som författare
Ignell är författare till flera fackböcker inom vävning och textilt hantverk: 
- Börja Väv (2004), som medförfattare.
- Trasmattor och andra inslag (2006). Översatt till engelska, finska, norska och estniska.
- Nya vävar, klassiska vävar i ny form (2011). Tryckt på engelska med titeln Simple weaves, tillsammans med formgivare Birgitta Bengtsson Björk.
- Textilierna på Ellen Keys Strand (2022).